# 石川修司
石川 修司（いしかわ しゅうじ、1975年9月25日 - ）は、日本の男性プロレスラー。岩手県奥州市（旧：胆沢郡前沢町）出身。血液型B型。

## 経歴

### DDTプロレスリング
2002年
DDTプロレスリングの入門テストを受験するも準備がたたり合格。だが当時の社長である三和亮は社会人経験をもつ石川を信用して練習生で石川をDDTに在籍させた
2003年
石川は受付係に従事していたため個人練習の時間しかとれなかったが、あるとき若手のレベルアップの名目でJWPの道場を借りて週2回の合同練習が始まった。先輩たちのけがや退団が相次ぎ、レスラーが足りなくなったことで高木三四郎から「お前は馬場さんに似てるから馬場さんのマネをしろ」と指示され、6月5日のClub atomにおける橋本友彦とのダークマッチにてプレデビュー。
6月15日、DDT横浜赤レンガ倉庫大会における対スーパー宇宙パワー戦にてデビュー。これについて「怖かったことしか覚えてません。自分には馬場さんのマネ以外何にもなかったので」と195cmの長身という武器を持ちながら自分のプロレスを確立できずしばらくもがき続けた。
2004年
元ネオ・レディース篠社長率いるS-DDTに加担し、本隊と対立する。S-DDT崩壊後はポイズン澤田JULIEに改造されて蛇光教団に入信し、戦闘員「蛇イアント」となる。

### ユニオンプロレス
2005年
血清を飲んでポイズン澤田とともに真人間へと戻り、再旗揚げすることとなったユニオンプロレスへ移籍。遅れてデビューした柿本大地やマサ高梨にタイトル奪取において先を越されるなどした石川は、これをきっかけにプロレスについてより熟考を重ねるようになった。
2006年
ポイズン澤田と共に空手軍や旧ユニオン軍と抗争を展開。バチバチへも参戦を始め、着実に地力を高めた。ただ強いのみならず、見ているファンに痛みが伝わるようなプロレスが自分の目指すスタイルとして形になっていった。
2007年
ポイズン澤田がユニオンを離脱。ユニオンの新エースとして、佐々木恭介を中心とするSTYLE-E軍や、ZERO1-MAX 佐々木義人 (プロレスラー)と抗争を繰り広げる。またDDTでは、ハワイ軍（aWo）の一員で"ハワイの戦いの神"というギミックのマスクマンKooとして参戦。第24代KO-D無差別級王者となるなど、躍進の年となった。
12月31日、プロレスサミットに出場し、房総ボーイ雷斗とのタッグで高山善廣、野橋真実組と対戦。
2008年
3月16日、DDTの新たなサブブランドであるハードヒット旗揚げ戦で飯伏幸太に勝利。
5月24日、ハードヒット第2戦、パンクラスMISSION所属となった佐藤光留のプロレスデビュー戦の相手を務めるが、敗戦を喫した。
6月18日、ユニオン新木場大会、東京愚連隊のTAKEMURAとのシングルマッチに敗北。
8月9日、ユニオン新木場大会、木高イサミ、小笠原和彦と組んで東京愚連隊と6人タッグで対戦。32文ドロップキックでTAKEMURAからフォールを奪い、リベンジを果たした。
11月16日、ユニオン北千住大会でKO-D無差別級選手権に挑むが、高木三四郎に敗北。
11月30日、DDT後楽園ホール大会でKO-Dタッグ王座に挑戦（パートナーは高木三四郎）。HARASHIMAの蒼魔刀でフォールを奪われ敗北。
12月31日、プロレスサミットでメインの6人タッグ戦に出場。
2009年
1月2日、大日本プロレス 後楽園ホール大会で宮本裕向、佐々木貴組を対戦相手に初の蛍光灯デスマッチに挑む（パートナーは伊東竜二）。タッグ戦ながらデスマッチ初挑戦で勝利を挙げた。
2月 - 5月、大日本最侠タッグリーグ戦にエントリー（パートナーは伊東竜二）。決勝戦まで駒を進めたが、伊東の負傷欠場により失格に終わる。
11月29日、DDT後楽園ホール大会で飯伏幸太を下し、KO-D無差別級王座を奪取。第30代王者となる。
12月16日、新木場大会にて木高イサミの挑戦を受け、初防衛を果たした。
12月27日、DDT後楽園ホール大会にてHARASHIMAの挑戦を受け、2度目の防衛に成功。
2010年
1月24日、新木場大会にて佐々木義人の挑戦を退け、3度目の防衛に成功。
2月11日、DDT後楽園ホール大会にて男色ディーノの挑戦を退け、4度目の防衛に成功。
2月28日、新木場大会にて関本大介の挑戦を受け敗退、防衛に失敗する。
6月13日、大家健からKO-Dいつでもどこでも挑戦権の譲渡を受け、再び関本大介に挑戦するも敗退。自動的に両国大会のメインイベント出場がなくなる。
8月9日、大日本名古屋大会、南野タケシと組んでの対伊東竜二・星野勘九郎戦（蛍光灯＆凶器持ち込みデスマッチ）で勝利。試合後、関本に敗れDDT両国大会のメイン出場を逃した事に対する大日本への報復として、伊東竜二の持つBJW認定デスマッチヘビー級王座への挑戦を要求。
8月29日、大日本後楽園大会、9日名古屋でのデスマッチヘビー挑戦要求に対し、アブドーラ小林から「大日本は1回指名しただけでやらせてくれるような安い店じゃない」と糾弾。これに対し、次期挑戦者決定戦の開催を要求、受理される。
9月19日、大日本後楽園大会デスマッチヘビー級次期挑戦者決定戦・蛍光灯261本デスマッチでアブドーラ小林に勝利。伊東への次期挑戦権を獲得する。
10月17日、大日本後楽園大会デスマッチヘビー級選手権試合・「デスマッチ3大アイテム 蛍光灯＆ガラスボード＆画鋲4万9205個デスマッチ」で伊東竜二に挑戦するも敗退。
10月24日、JWP女子プロレスシアター1010大会、倉垣翼とのシングル戦で勝利。
2011年
5月4日、DDT後楽園ホール大会でディック東郷を下し、KO-D無差別級王座を奪取。第36代王者となる。
2012年
3月26日、大日本後楽園大会で6人タッグでの蛍光灯デスマッチでデスマッチヘビー級王者・アブドーラ小林に勝利。試合後、小林から次期挑戦者に指名される。
5月4日、ユニオン後楽園大会で入江茂弘と組んで佐々木義人・忍を下し、BJW認定タッグ王座を奪取。
5月5日、大日本・横浜文化体育館大会デスマッチヘビー級選手権試合「自作凶器持ち込み蛍光灯306本デスマッチ」でアブドーラ小林に挑戦。激闘を展開するも敗退。
6月17日、ユニオン北沢タウンホール大会でアブドーラ小林＆伊東竜二を退けBJWタッグ王座初防衛。
7月15日、札幌テイセンホール大会で岡林裕二＆忍に敗れタッグ王座を失う。
2013年
1月2日、大日本後楽園大会でのBJW認定デスマッチヘビー級王座戦でアブドーラ小林に勝利し第27代王者となる。4度の防衛を果たしたが、11月4日に木高イサミとの王座戦で陥落。このあとストロングBJへ転向し現行の主要ベルト3冠を狙うと表明。
2014年
5月31日、大日本後楽園大会で佐藤耕平と「ツインタワーズ」を結成し、ヤンキー二丁拳銃（木高イサミ・宮本裕向）を下して2度目のBJW認定タッグ王座を奪取。
7月26日、大日本後楽園大会で一騎当千strong climbの決勝戦に進出し関本大介を下して優勝。これにより当時BJW認定世界ストロングヘビー級王座だった石川晋也と「最強の石川対決」を決定させる。
8月13日、王座の前哨戦として行われた試合で、自身の投げ技により石川晋也が負傷しタイトルマッチが延期となり、そのまま石川晋也が引退したことから「最強の石川対決」は幻となった。
12月21日、第5代BJW認定ストロングヘビー級王座決定戦が行われることになり、河上隆一を破って第5代王座を獲得。大日本で初となる主要ベルト3冠の獲得を達成した。
2015年
1月3日、全日本プロレスに参戦。曙や大森隆男など、自身と近い大きさのヘビー級レスラーとぶつかりあった。

### フリー
2015年10月のユニオンプロレス解散を機に、フリーランスへ転身する。
2016年、DDTでは3月21日の両国大会で佐々木大輔と組んで竹下幸之介・遠藤哲哉組を下し、自身初となるKO-Dタッグ王座を奪取。のちに佐々木率いるユニット「DAMNATION」に加入。6月にKING OF DDTトーナメントに初出場で初優勝を果たすが、7月3日にKO-Dタッグ王座から陥落。8月28日には両国大会で竹下幸之介を下し、KO-D無差別級王座を奪取。5年ぶり4度目の戴冠を果たすが、12月4日にHARASHIMAに敗れ失冠。大日本では一騎当千strong climbで優勝しstrong climbを連覇。5月30日後楽園大会で佐藤耕平とのコンビ「ツインタワーズ」で浜亮太・神谷英慶組を下し、3度目のBJW認定タッグ王座を奪取。3回防衛するも、2017年1月2日にBJW認定タッグ王座から陥落。
2017年1月、全日本への本格参戦を宣言。4月、チャンピオン・カーニバルにてジョー・ドーリングを破り初出場にして初優勝。5月21日、宮原健斗の持つ三冠ヘビー級王座に挑戦し勝利、三冠を初戴冠。しかし8月27日両国大会で宮原のリベンジを許し、3ヵ月の天下に終わる。一方、ジョーのエボリューション脱退で正パートナー不在となった諏訪魔とコンビ「暴走大巨人」を結成。世界最強タッグ決定リーグ戦で優勝を飾り、同年プロレス大賞の最優秀タッグチーム賞を獲得した。DDTでは同年末より予選が開催された「D王 GRAND PRIX 2018」に参戦。2018年1月28日の決勝戦でHARASHIMAに勝利し優勝。
2018年1月3日、全日本後楽園大会で諏訪魔との「暴走大巨人」で秋山準・大森隆男組を下し、世界タッグ王座を獲得。2月3日横浜文化体育館大会の初防衛戦で宮原&ヨシタツ組に敗れ失冠するも、6月30日には札幌で2度目の世界タッグ王座獲得。世界最強タッグでは準優勝に終わったが、暴走大巨人はプロレス大賞最優秀タッグチーム賞を2年連続で受賞した。

### 全日本プロレス
2019年1月1日付で全日本プロレスに正式入団。その直後に世界タッグ王座から陥落するが、同年3月19日に奪回、しかし3回の防衛ののち9月3日に再び手放す。同年の世界最強タッグでは暴走大巨人で2年ぶりに優勝し、3年連続でプロレス大賞最優秀タッグチーム賞を受賞。翌2020年1月2日に世界タッグを奪還し、通算4度目の戴冠を果たした。
新型コロナウイルス感染症の流行により興行数が激減するなか、暴走大巨人は一年を通して世界タッグ王座を防衛したが、世界最強タッグは準優勝に終わり、プロレス大賞における最優秀タッグチーム賞の4年連続受賞を逃す。また世界最強タッグに優勝した宮原&青柳優馬組の世界タッグ王座挑戦を受け、負けたら暴走大巨人の解散を宣言。2021年1月2日の選手権試合に敗れ、公約どおり暴走大巨人を解散させた。
世界タッグ失冠の翌日、GAORA TV チャンピオンシップが葛西純の手に渡り、デスマッチ防衛戦を要求する葛西に石川が名乗りを上げる。「全日本プロレスはデスマッチ団体ではないので、他の選手に絡んでほしくない」という石川の要望から、全日本初のワンマッチ興行による選手権試合を実施。3月18日、葛西とのデスマッチを制しGAORA TV王座を初戴冠。

### フリー
2024年1月31日付で全日本プロレスを退団。以降プロレスリングEvolutionのゼネラルマネージャーを務めながら、フリーランスとしてEvo女やDDT、プロレスリング・ノアの興行に出場している。

## 人物
デビュー当初は長身ゆえにジャイアント馬場ギミックだった。ユニオンでの異種格闘技戦やデスマッチ、バチバチへの参戦で戦い方の幅を広げ、インディー界屈指の巨体とパワーを武器にしたファイトスタイルを身上としている。後述するユニオンプロレス所属時までは一般の会社員として働いていた。

## エピソード
- 佐々木貴は岩手県立一関第二高等学校の一学年上の先輩で、ともに柔道部に所属していた。
- カラテバラモンとの関わりが多く、シングルマッチでの戦いや東洋の魔女デラックスに入信している。
- 佐々木がDDTを退団すると石川に打ち明けた際、「辞めないで下さいよ！」と号泣しながら引き止めた。
- ダムネーション加入後、正当なマイクアピールを行うと、リーダーである佐々木から蹴られることが非常に多い。
- 好きな飲み物はカルピス。
- 2008年12月7日の一関市総合体育館興業にて、自分がレスラーになったことを両親に初めて伝えた。両親はそれまで、一般会社員だと思っていたという[2]。
- 石川は飯伏の存在を高い壁と捉えていたため、「自分は飯伏に比べたら劣等生。飯伏がすごいからこそ、自分も頑張れたし、後楽園（2009年11月29日）でベルトを懸けて飯伏と戦えたことがうれしかった。素質とか華とかかなわない部分はたくさんあるんですけど、それでも負けたくない。飯伏からベルトを取ったということは、自分のなかでものすごく価値があった」と発言している[2]。
- 立場的に全日本プロレスの外敵だったが、参戦選手ながらその全日本らしさに同団体ファンから高い支持を得ていた[15]。

## 得意技

### フィニッシュ・ホールド
スプラッシュマウンテン
石川の主なフィニッシャー。ビッグマッチでは飯伏の考案したクロスアーム式も繰り出す。一騎当千で全勝優勝した際には、最後まで抱え上げず即座に落とす垂直落下式も見せた。
クロスアーム式スプラッシュマウンテン
ピラミッドドライバーの体勢で抱え上げた相手の体をカナディアンバックブリーカーの形で左肩まで担ぎ上げ、相手を担いだまま軽く助走をつける。そのあと相手の体を前方へ放り投げながら開脚ジャンプし、尻餅をつくように着地すると同時に落下させた相手の体を自分の両足の間へと叩きつける。
ジャイアントスラム
変型リストクラッチアングルスラム。勝負どころで使用する最上級のフィニッシュホールド。相手の左脇下に後ろから頭部を差し込み、右腕で相手の左足を抱え込みつつ、さらに左腕もクラッチし残った右腕を掴んで勢いよく後方へ反り投げる変型リストクラッチ式アングルスラム。
ジャイアントフライ
巨体から放たれる豪快なフロッグスプラッシュ。
ジャイアント・ドライバー
相手の頭を前にするうつぶせ状態にして肩に担ぎあげたあと、胴体を抱え込みそのまま脳天から落とす変形パイルドライバー。フィニッシュホールドにもなる。ファイアーサンダーと同じ技。
宮原殺し
相手をファイアーマンズキャリーの体勢で抱え上げて胴体を抱え込みそのまま相手の脳天から垂直に落とす、変形ファイアーサンダー。
2017年の宮原健斗への三冠挑戦に際し開発。
宮原殺し2019
正面から相手の左腕を右腕で掴んで、背後に周りながらその腕を首元に巻き付け、コブラクラッチの体勢から相手の左足を抱え込み後方へ反り返って相手の後頭部からマットに叩きつけるコブラ・クラッチ式変形レッグ・ロック・スープレックス。
2019年のチャンピオン・カーニバル用秘密兵器として開発。
宮原殺し2022（別名リバース・ファイヤーサンダー）
カナディアン・バックブリーカー状態の相手を右肩に担ぎ上げ、そこから相手の首を右手で固定して左手で胴体を抱えた状態で脳天からマットに突き刺すデンジャラス技。いわゆる変形パイルドライバー。

### 打撃技
エルボー
エルボー・スタンプ
逆水平チョップ
ヘッドバット
石川のヘッドバットは会場中に鈍い音が響き渡り、一撃で試合の流れが変わるほどの威力だと言われる。相手の両腕を抱えて極めてから連発する「カンヌキ式」や、背後から相手の片腕を逆側に取って突き飛ばし、戻ってきた相手に放つ「レインメーカー式」も使用する。
カミゴェ
膝をついた状態の相手の両腕を自分の両手でそれぞれ掴み、ノーガード状態になった相手の顔面に叩き込む膝蹴り。もともと飯伏が開発した新技だったが、道場で技を目にした石川が「使っていいですか？」と飯伏に打診し、了承されたことでそれ以降使用している。
ニーリフト
試合を通して高頻度で使用される。走り込んでから放つランニングニーリフトは、フィニッシュホールドにもなる。
32文人間ロケット
ビックブーツ

### 投げ技
チョークスラム
オレが修司
アトミック・ドロップの体勢で相手を高々と持ち上げた後、喉輪落としでマットに叩き付ける。この後、さらに起き上がりこぼし形式で喉輪落としを繰り出すこともある。田上明のオレが田上と同型。
ボスしけてるぜ
相手の体をチョークスラムのクラッチで抱えたあと体をブリッジさせ、後方へと反り投げた相手の背中を豪快にマットへ叩きつける。
ランニングネックブリーカードロップ
かんぬきスープレックス（ダブル・アームリスト・スープレックス）
向かい合った相手の両腕を自らの両脇に抱え込んで極める閂（かんぬき）の状態から後方へ90度捻りを加えて反り投げつける変形スープレックス。別名ダブル・アームリスト・スープレックス。石川は頭突きを連発してから放つ。

### 関節技、締め技
ブレーンクロー
地獄固め
相手を監獄固めで捕獲し、さらに腕を閂に極めて頭突きを連打する。過去には、この技で忍を失神KOさせている。

### フォール技
雁之助クラッチ

### 合体技
以下はすべて諏訪魔との連係技。
ラストマウンテン
グラウンド状態の相手を2人で一気にぶっこ抜き、諏訪魔のラストライド、石川のスプラッシュマウンテンで高々と持ち上げて豪快にマットに叩きつける。
大巨人デストロイ
諏訪魔と同時に相手に向かいサンドイッチラリアットから相手が一回転して諏訪魔が左ラリアット、続けて石川を相手にドラゴンスープレックスで投げて石川のファイアーサンダーで決める連係技。
アルティメット・デストロイ
諏訪魔が雪崩式スロイダーを仕掛けたところに石川がパワーボムの体勢で相手を諏訪魔もろとも投げ捨てる、捨て身の合体技。
ロケット・ブロッサム
2人がそれぞれ隣り合ったコーナーに並び立ちクロスする形で同時にドロップキックを叩き込む。2019年の最強タッグに向けて編み出した新技。
境川
ロープに振った相手にランニングラリアットを交互に打ち込む。名前の由来は同名の河川。諏訪魔の居住地・藤沢市と石川の居住地・町田市をつなぐことから。

## タイトル歴
全日本プロレス
- 第56代三冠ヘビー級王座
- 第19代GAORA TV チャンピオンシップ
- 第79代、第83代、第85代、第87代、第90代世界タッグ王座（パートナーは諏訪魔→佐藤耕平）
- 第8代全日本プロレスTV認定6人タッグ王座（パートナーは橋本千紘、優宇）
- 2017年チャンピオン・カーニバル優勝
- 2017年、2019年世界最強タッグ決定リーグ戦優勝（パートナーは諏訪魔）

プロレスリング・ノア
- 第3代GHCハードコア王座

大日本プロレス
- 第27代BJW認定デスマッチヘビー級王座
- 第5代BJW認定世界ストロングヘビー級王座
- 第36代、第39代、第42代BJW認定タッグ王座（パートナーは入江茂弘：1回→佐藤耕平：2回）
- 2014年、2016年一騎当千strong climb優勝

DDTプロレスリング
- 第24代、第30代、第36代、第59代KO-D無差別級王座（第24代はKooとして獲得）
- 第54代KO-Dタッグ王座（パートナーは佐々木大輔）
- 第19代DDT EXTREME級王座
- 2016年KING OF DDTトーナメント優勝
- 2018年D王 GRAND PRIX優勝

ユニオンプロレス
- 第20代UWA世界タッグ王座（パートナーは柴田正人）

九州プロレス
- 第17代九州プロレス選手権王座

プロレス大賞
- 2017年最優秀タッグチーム賞（パートナーは諏訪魔）
- 2018年最優秀タッグチーム賞（パートナーは諏訪魔）
- 2019年最優秀タッグチーム賞（パートナーは諏訪魔）

日本インディー大賞
- 2013年ベストバウト賞
- 2016年MVP、ベストユニット賞（DAMNATION）

## 入場曲
- バッテリー（「large and」 MIX） - Metallica『Battery』のオリジナルリミックス

## メディア出演
- ようこそ運ダーランド～今年イチの強運は誰だ？～（東海テレビ制作・フジテレビ系全国ネット、2022年12月24日）
- ようこそ運ダーランド～最強運No．1決定戦2023秋～（東海テレビ制作・フジテレビ系全国ネット、2023年10月7日）